# Ali İsmet Öztürk
Ali İsmet Öztürk (Istanbul, 23 de maig de 1964) és un pilot turc d'acrobàcia aèria professional. Empra un avió designat especialment per l'acrobàcia que s'anomena "Mor Menekşe" (turc per violeta porpra).
La seva filla, Semin Öztürk Şener també es pilot d'acrobàcia aèria.

## Referències

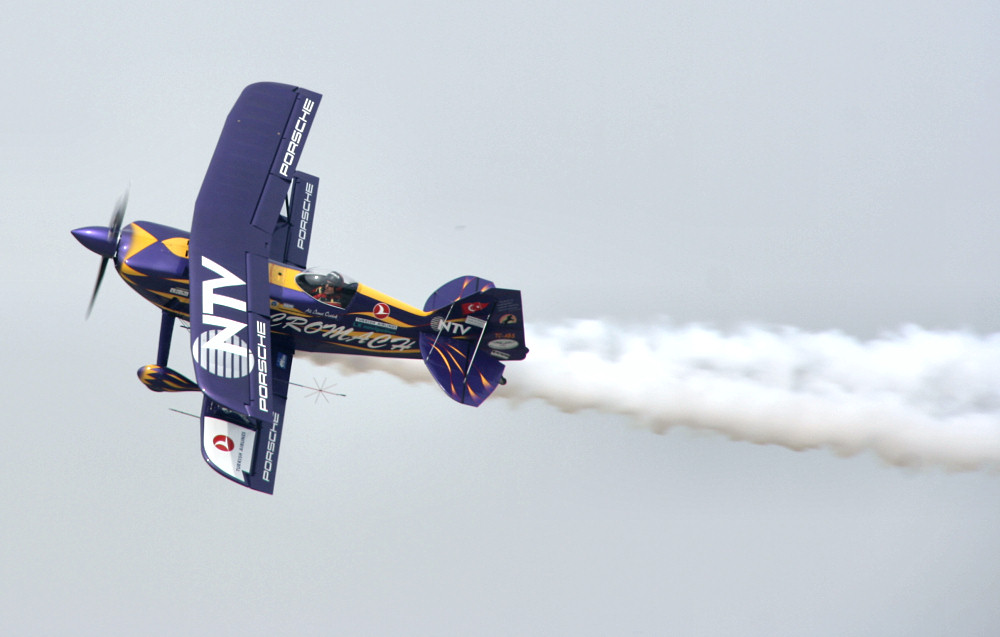
Krakow Air Show 2007